# Ничтожество (Секретные материалы)
«Ничтожество» (англ. «Small potatoes») — 20-й эпизод 4-го сезона сериала «Секретные материалы», главные герои которого — Фокс Малдер (Дэвид Духовны) и Дана Скалли (Джиллиан Андерсон), агенты ФБР, расследующие сложно поддающиеся научному объяснению преступления, называемые «Секретными материалами». В данном эпизоде Малдер и Скалли расследуют неожиданную серию рождений детей с хвостами в небольшом американском городке. Матери клянутся в супружеской верности и обвиняют врача-гинеколога местной клиники, выясняется, что у всех детей — один отец, который благодаря особой мышечной системе может принимать обличье любого мужчины. Эпизод является «монстром недели» и никак не связан с основной «мифологией сериала», заданной в пилотной серии.
Премьера состоялась 20 апреля 1997 года на телеканале FOX. В США серия получила рейтинг домохозяйств Нильсена, равный 13,0, который означает, что в день выхода серию посмотрели 20,86 миллиона человек.

## Сюжет
Малдер и Скалли прибывают в Мартинсбёрг, Западная Виргиния, чтобы выяснить, почему в местном роддоме у пяти разных матерей родились дети с хвостами. Одна из матерей, Аманда Неллиган, утверждает, что отцом её ребёнка был Люк Скайуокер. Хромосомный анализ выявляет, что у всех необычных детей один и тот же отец. Остальные матери обвиняют в инциденте местного гинеколога. При осмотре клиники Малдер случайно натыкается на уборщика, Эдди ван Бландта, у которого на спине виден шрам, напоминающий удалённый хвост. После короткой погони Малдер задерживает Эдди, который, как выясняется, и является отцом всех пятерых детей с хвостами. Скалли считает, что Эдди насиловал женщин, подмешивая им наркотический препарат, однако Малдер сомневается, что у ван Бландта в силу его непрезентабельной внешности и низкого социального статуса была такая возможность.
Эдди сбегает из-под стражи, превратившись в конвоира и оглушив его ударом по голове. Малдер и Скалли приходят в дом отца Эдди. Ван Бландт-старший когда-то выступал в цирке и до сих пор ходит с хвостом. В ходе разговора агенты понимают, что «отец» — это сам Эдди. Ван Бландт, поняв, что его «раскусили», сбегает, прячась в доме соседа, с чьей женой он когда-то переспал. Трансформировавшись в соседа, он прячется в ванной к удивлению хозяйки дома. Когда же внезапно возвращается настоящий муж, ван Бландт выдаёт себя за Малдера и, окончательно запутав семейную пару, спокойно уходит. Малдер и Скалли, проведя обыск в доме ван Бландта, находят на чердаке иссушенное тело давно умершего отца Эдди. При вскрытии трупа Скалли обнаруживает под кожей дополнительный слой мышц. Малдер заключает, что Эдди мог унаследовать эту черту и, благодаря ей, может менять свою внешность.
Эдди, превратившись в Малдера, навещает Неллиган в больнице и показывает женщине своё настоящее фото. Неллиган отвечает, что знала человека в школе, и он был никчёмным неудачником. Разочарованный Эдди уходит, едва не столкнувшись лицом к лицу с Малдером. Агент же из разговора с Неллиган помнимает, что едва разминулся с ван Бландтом, и бросается по больнице на поиски Эдди. Наткнувшись на гинеколога и охранника, Малдер сковывает обоих наручниками, считая, что кто-то из них — Эдди. Ван Бландт, в это время прятавшийся в вентиляционной трубе, оглушает Малдера ударом по голове и закрывает агента в уединенном подвальном помещении. Опять превратившись в Малдера, Эдди сообщает Скали, что дело оказалось пустой тратой времени, и им пора возвращаться в Вашингтон.
В Вашингтоне Эдди выдает себя за Малдера, но получает выговор от Скиннера за безграмотно написанный отчет. Кроме того, несмотря на внешнюю физическую привлекательность, Малдер, как выясняет Эдди, ведет жалкий, по его меркам, образ жизни. Взяв бутылку вина, Эдди отправляется домой к Скалли и пытается её соблазнить. Когда ему это почти удаётся, в квартиру Скалли врывается настоящий Малдер, вынуждая Эдди принять свой настоящий облик. Через месяц Малдер навещает Эдди в тюрьме. Тот жалуется агенту, что вводимые ему мышечные релаксанты не дают ему принимать формы других людей. Эдди также сообщает Малдеру, что он сам родился неудачником, а Малдер выбрал стать таковым и должен «пожить немножко».

## Производство

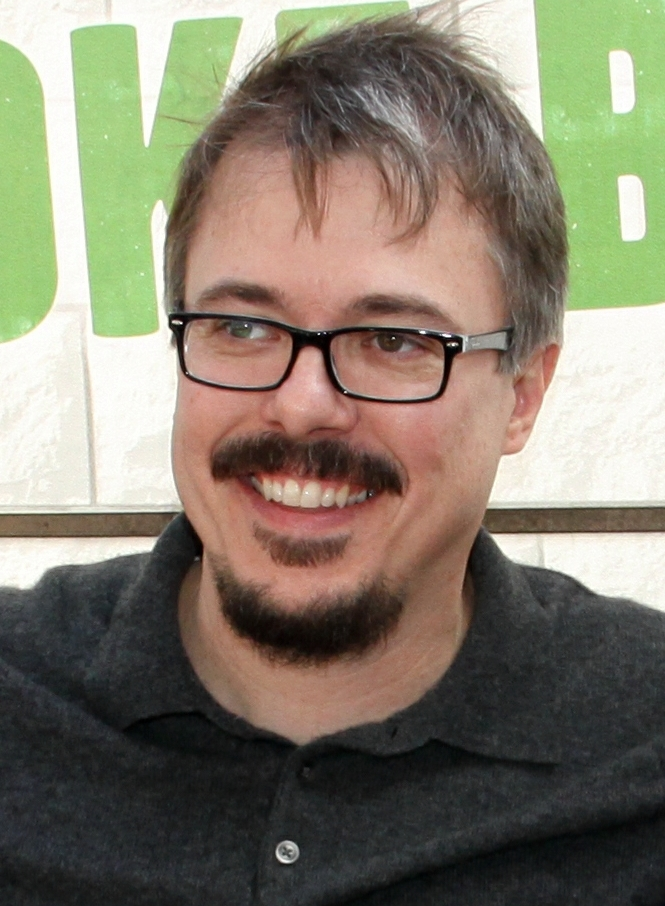
Винс Гиллиган намеренно писал юмористический сценарий.

Автором «Ничтожества» выступил Винс Гиллиган, который до «Секретных материалов» написал ряд комедийных сценариев. Гиллиган изначально решил сделать эпизод комедийным по двум причинам: сценарист не хотел прослыть автором исключительно мрачных эпизодов (например, как «Unruhe» и «Бумажные сердечки»), а также желал разбавить «весёлыми нотками» богатый на устрашающие и печальные эпизоды четвертый сезон. Получив одобрение создателя шоу Криса Картера, Гиллиган попросил сыграть роль главного антагониста эпизода Дэрина Моргана, уже хорошо известного фанатам сериала. В эпизоде «Хозяин» Морган сыграл роль Человекочервя, а вне экрана выступил сценаристом нескольких эпизодов, включая завоевавший премию «Эмми» «Последний отдых Клайда Брукмана». Собственно, образ ван Бландта изначально создавался под Моргана: Гиллиган был высокого мнения об актёрских способностях Моргана, увидев того в фильме, снятом Дэрином еще во время обучения в университете Лойола Мэримаунт.
В первом варианте сценария дети рождались с крылышками, а не хвостами. Из окончательной версии этот момент был удалён, так как создатели сочли хвостики более умилительными, чем крылышки. Кроме того, Гиллиган посчитал, что хвостики будут «в принципе смешнее» смотреться на экране, а крылья, помимо прочего, будет значительно сложнее создать в пост-производственный период. Хвостики были добавлены при помощи компьютерной графики: аниматоры руководствовались зелёными точками, отмеченными на спинах детей, для придания хвостам формы.
Съёмочная группа получила большое удовольствие от работы над эпизодом. Дэвид Духовны был очень доволен сценарием, назвав эпизод «великолепным». Гиллиган, в свою очередь, хвалил актёрскую работу Духовны, который выступил в редком для себя комедийном амплуа, тогда как Джиллиан Андерсон удостоилась комплиментов от сценариста за отлично сыгранную роль «правильного парня».